# Laurent-François Dethier
Pour les articles homonymes, voir Dethier.
Laurent-François Dethier, né à Spixhe, hameau de Theux, le 14 octobre 1757 et mort à Theux le 1er juillet 1843, est un homme politique et naturaliste belge ayant vécu sous la principauté épiscopale de Liège, sous la République et l'Empire français, puis sous le royaume uni des Pays-Bas et le royaume de Belgique, tout en restant adepte des valeurs républicaines.

## Enfance et formation
Gilles Dethier, son père, fut échevin à la cour de Justice de Theux et bourgmestre en 1754. Il fait ses études à Theux, puis à Verviers. À quatorze ans, il s'installe chez un oncle à Saint-Trond, où il apprend le latin et le flamand. Il étudie ensuite à l'université de Louvain, puis à l'université de Reims. En 1780, il obtient une licence de droit.

## Activités politiques
Après s'être fait recevoir avocat (son cabinet se trouvait en Pierreuse à Liège), il s'occupa surtout des affaires publiques. Il fit successivement partie du congrès de Polleur, dont il devint président, du conseil des Cinq-Cents, du Corps législatif et, en 1830, du Congrès national. Il fut aussi juge à la cour de Liège, plusieurs fois bourgmestre et le dernier des échevins de la haute cour de justice du ban de Theux, dans le marquisat de Franchimont. Après les événements de 1830, il fut décoré de la Croix de fer.
Dethier collabora au Journal des hommes libres, et a laissé les ouvrages politiques suivants : 
- Essai sur la liberté de la presse, ou notice chronologique des principales discussions et propositions qui ont eu lieu sur cette matière importante, et des dispositions constitutionnelles et législatives qui ont été prises dans les diverses assemblées nationales de France, depuis 1789, Paris, an VII, in-8°.
- Notice chronologique des révolutions opérées sur la fin du XVIIIe siècle, chez les divers peuples compris dans les limites naturelles de la France, séparés d'elle depuis l'asservissement des Gaules, et de leur réunion sociale, à la grande république une et indivisible, Paris, an VII, in-8°.
- Souvenirs patriotiques ou fragments d'essais analytiques sur la nature et le système du monde, les principes constitutifs des sociétés civiles, l'histoire politique de l'Europe en général, de la France en particulier, et surtout de quelques-uns de ses départements du nord-est, Paris, an IX, in-8°. Le premier cahier, qui a seul paru, ne porte que les initiales de l'auteur.

## Travaux scientifiques
Dethier s'occupa aussi d'études linguistiques et archéologiques ; il cite divers travaux prêts à voir le jour et que nous croyons être restés manuscrits ; tels sont ses Origines wallonnes et son Calendrier perpétuel wallon-français. C'est aux sciences naturelles qu'il s'adonna surtout, notamment à la minéralogie et à la géologie. On lui doit, entre autres, la découverte (vers 1809) de la diallage métalloïde d'Ottré, près de Vielsalm, devenue l'ottrélite, minéral intéressant de nos terrains les plus anciens, et celle des cristaux de magnétite dans les ardoises de Monthermé (Ardennes française). Il est l'auteur de la première carte géologique de Belgique, laquelle parut à Liège en 1802, sans date, indication de lieu, ni nom d'auteur, sous le titre d'Essai de carte géologique et synoptique du département de l'Ourthe, et des environs. Au bas on lit : « J. L. Wolff Pinx. Spa, 1801. Gravé par L. Jéhotte, à Liége. » Dans le Guide des curieux, l'auteur lui donne le millésime de 1804 et de 1807 : ces dates indiquent probablement quelques modifications. Ainsi les exemplaires joints à ce Guide présentent de notables différences dans le tracé des limites de la bande calcaire. On reconnaît dans cette carte, assez informe d'ailleurs, l'influence des idées développées par Robert de Limbourg. Une brève Notice analytique de cet Essai, en quatre pages in-octavo, parut la même année (l802), dans son Mémoire pour servir à l'histoire naturelle des fossiles des Pays-Bas. L'auteur y indique un grand nombre de mines, carrières, établissements industriels, etc. ; il trace même la démarcation des idiomes wallons et germaniques. Enfin, on y trouve les premiers détails sur les volcans éteints de l'Eifel, qu'il décrivit peu après dans son Coup d'œil sur les anciens volcans éteints de la Kill supérieure (département de l'Ourthe et de la Sarre), avec une esquisse géologique d'une partie des pays d'Entre-Meuse, Moselle et Rhin (Paris, an IX, 1803, in-8°). Comme l'indique ce titre, cet ouvrage renferme divers renseignements intéressants sur différents points de la géologie de ces contrées, par exemple, sur les cavernes qui, chaudes en hiver, renferment de la glace en été. Trente ans auparavant, Robert de Limbourg avait fait connaître les roches volcaniques de Steffen dans le mémoire cité plus haut. Cette découverte n'a pu être ignorée de Dethier, qui n'en fait aucune mention, pas plus que d'autres naturalistes (V. A. Body : Six jours dans l'Eifel).
Le Guide des curieux qui visitent les eaux de Spa, ou indication des lieux où se trouvent les curiosités de la nature et de l'art servant d'explication et de supplément à la carte géologique et synoptique de l'Ourthe et ses environs, etc. (Verviers, 1814, in-8° ; 2e édition, Liége, 1818, in-8°, celle-ci avec carte géologique), a été ordinairement attribué à Wolff, peintre et naturaliste de Spa, ami intime de Dethier ; mais quelques passages du livre et une annonce bibliographique placée en face du titre du Coup d'œil sur les anciens volcans font connaître que l'auteur est Dethier. Il est probable, d'ailleurs, que celui-ci aura utilisé les renseignements fournis par son ami.

## Hommages
Alexandre Louis Simon Lejeune lui a dédié sa Flore des environs de Spa et le remercie dans cet ouvrage pour ses récoltes botaniques.

## Sources
- Gustave Dewalque, Biographie nationale de Belgique, t. V, 1876, col. 824-826.
- A. Gonay, « À Theux, il y a 200 ans… Laurent-François Dethier, le juriconsulte et l’homme politique », dans Pays de Franchimont, no 518, juillet 1989 [lire en ligne].